# Герман (Анастасиадис)
Митрополит Герман (греч. Μητροπολίτης Γερμανός в миру Германос Анастасиадис греч. Γερμανός Αναστασιάδης; 1870, Айос-Георгиос, Османская империя — 13 ноября 1941) — епископ Константинопольской православной церкви, митрополит Лангадасский (1924—1932).

## Биография
В 1892 году окончил Халкинскую богословскую школу.
В 1894 году рукоположён во диакона и назначен архидиаконом Корчинской митрополии.
В 1897 году стал протосинкеллом Халкидонской митрополии.
2 марта 1903 года был рукоположён в сан епископа Левкийского, викария Халкидонской митрополии.
31 июля 1908 года был избран митрополитом Струмицким, а 8 июня 1910 года переведён управляющим Корчинской митрополией. Вслед за последовавшей в 1915 году французской оккупацией Корчи, покинул епархию и в 1916 году переселился в Афины, где оставался до 1921 года, продолжая носить титул митрополита Корчинского. Поддерживал греческую борьбу за Македонию и Северный Эпир.
22 февраля 1922 года был избран управляющим Сисанийской и Сьятистской митрополией, а 5 февраля 1924 года был избран на новообразованную Цикладскую митрополию. Итальянскими властями острова не был допущен к управлению епархией.
9 октября 1924 года был назначен управляющим Лангадасской митрополией. В октябре 1932 года подал прошение об увольнении на покой.
Скончался 13 ноября 1941 года.